# Brockley (Suffolk)
Brockley – wieś w Anglii, w hrabstwie Suffolk, w dystrykcie West Suffolk. Leży 36 km na zachód od miasta Ipswich i 91 km na północny wschód od Londynu. W 2001 miejscowość liczyła 281 mieszkańców.